# Ези су Тил
Ези су Тил (фр. Aisy-sous-Thil) насеље је и општина у источном делу централне Француске у региону Бургундија-Франш-Конте, у департману Златна обала која припада префектури Монбар.
По подацима из 2011. године у општини је живело 223 становника, а густина насељености је износила 26,87 становника/km². Општина се простире на површини од 8,3 km². Налази се на средњој надморској висини од 357 метара (максималној 387 m, а минималној 313 m).

## Демографија
| 1962. | 1968. | 1975. | 1982. | 1990. | 1999. | 2011. |
| ----- | ----- | ----- | ----- | ----- | ----- | ----- |
| 250   | 277   | 336   | 236   | 229   | 220   | 223   |

График промене броја становника у току последњих година